# Неопределённая ортогональная группа
Неопределённая ортогональная группа {\displaystyle \mathrm {O} (p,q)} — это группа Ли всех линейных преобразований n-мерного вещественного векторного пространства, которые оставляют инвариантной невырожденную симметричную билинейную форму с сигнатурой {\displaystyle (p,q)}, где {\displaystyle n=p+q}. Размерность группы равна {\displaystyle n(n-1)/2}.
Неопределённая специальная ортогональная группа {\displaystyle \mathrm {SO} (p,q)} является подгруппой {\displaystyle \mathrm {O} (p,q)}, состоящей из всех элементов с определителем 1. В отличие от определённого случая, группа {\displaystyle \mathrm {SO} (p,q)} не связна: она имеет две компоненты и две дополнительные подгруппы с конечным индексом, а именно связная {\displaystyle \mathrm {SO} ^{+}(p,q)} и {\displaystyle \mathrm {O} ^{+}(p,q)}, которая имеет две компоненты — см. раздел Топология, в котором дано определение и доказан этот факт.
Сигнатура формы определяет группу с точностью до изоморфизма. Перестановка p и q приводит к смене знака скалярного произведения, что даёт ту же самую группу. Если p или q равно нулю, группа изоморфна обычной ортогональной группе O(n). Далее мы предполагаем, что p и q положительны.
Группа {\displaystyle \mathrm {O} (p,q)} определяется для векторных пространств над вещественными числами. Для комплексных пространств все группы {\displaystyle \mathrm {O} (p,q;\mathbb {C} )} изоморфны обычной ортогональной группе {\displaystyle \mathrm {O} (p+q;\mathbb {C} )}, поскольку преобразование {\displaystyle z_{j}\mapsto iz_{j}} изменяет сигнатуру формы.
В пространстве чётной размерности {\displaystyle n=2p} группа {\displaystyle \mathrm {O} (p,p)} известна как расщепимая ортогональная группа.

## Примеры

Сжимающие отображения, здесь, являются основными гиперболическими симметриями.

Основным примером является группа {\displaystyle \mathrm {SO} ^{+}(1,1)} (единичная компонента) линейных преобразований, сохраняющих единичную гиперболу. Конкретно, это матрицы {\displaystyle \left[{\begin{smallmatrix}\cosh(\alpha )&\sinh(\alpha )\\\sinh(\alpha )&\cosh(\alpha )\end{smallmatrix}}\right],} которые могут интерпретироваться как гиперболические вращения, так же как группа SO(2) может интерпретироваться как круговые вращения.
В физике группа Лоренца {\displaystyle \mathrm {O} (1,3)} играет важную роль, будучи основой теории электромагнетизма и специальной теории относительности.

## Матричное определение
Можно определить {\displaystyle \mathrm {O} (p,q)}, как группу матриц, так же как для классической ортогональной группы {\displaystyle \mathrm {O} (n)}. Рассмотрим {\displaystyle (p+q)\times (p+q)} диагональную матрицу {\displaystyle g}, заданную выражением:
{\displaystyle g=\mathrm {diag} (\underbrace {1,\ldots ,1} _{p},\underbrace {-1,\ldots ,-1} _{q}).}
Теперь мы можем определить симметричную билинейную форму {\displaystyle [\cdot ,\cdot ]_{p,q}} на {\displaystyle \mathbb {R} ^{p+q}} формулой
{\displaystyle [x,y]_{p,q}=\langle x,gy\rangle =x_{1}y_{1}+\cdots +x_{p}y_{p}-x_{p+1}y_{p+1}-\cdots -x_{p+q}y_{p+q}},
где {\displaystyle \langle \cdot ,\cdot \rangle } является стандартным скалярным произведением на {\displaystyle \mathbb {R} ^{p+q}}.
Мы определяем тогда {\displaystyle \mathrm {O} (p,q)}, как группу {\displaystyle (p+q)\times (p+q)} матриц, которые сохраняют эту билинейную форму:
{\displaystyle \mathrm {O} (p,q)=\{A\in M_{p+q}(\mathbb {R} )|[Ax,Ay]_{p,q}=[x,y]_{p,q}\,\forall x,y\in \mathbb {R} ^{p+q}\}}.
Более явно {\displaystyle \mathrm {O} (p,q)} состоит из матриц {\displaystyle A}, таких что:
{\displaystyle gA^{\mathrm {T} }g=A^{-1}},
где {\displaystyle A^{\mathrm {T} }} является транспонированной матрицей для {\displaystyle A}.
Получаем изоморфную группу (более того, сопряжённую подгруппу группы {\displaystyle \mathrm {GL} (p+q)}) путём замены g любой симметричной матрицей с p положительными собственными значениями и q негативными значениями. Диагонализация этой матрицы даёт сопряжение этой группы со стандартной группой {\displaystyle \mathrm {O} (p,q)}.

## Топология
Если и p, и q положительны, то ни {\displaystyle \mathrm {O} (p,q)}, ни {\displaystyle \mathrm {SO} (p,q)} не являются связными, так как имеют четыре и две компоненты соответственно.
{\displaystyle \pi _{0}(\mathrm {O} (p,q))\cong \mathrm {C} _{2}\times \mathrm {C} _{2}} является четверной группой Клейна, в которой каждый множитель либо сохраняет, либо обращает ориентации на пространствах размерности p и q, на которой форма определена. Заметим, что обращение ориентации только на одном из этих подпространств обращает ориентацию на полном пространстве. Специальная ортогональная группа имеет компоненты {\displaystyle \pi _{0}(\mathrm {SO} (p,q))=\{(1,1),(-1,-1)\}}, которые либо сохраняют обе ориентации, либо изменяют обе ориентации, в любом случае сохраняя полную ориентацию.
Единичная компонента группы {\displaystyle \mathrm {O} (p,q)} часто обозначается как {\displaystyle \mathrm {SO} ^{+}(p,q)} и может быть отождествлена с множеством элементов в {\displaystyle \mathrm {SO} (p,q)}, которые сохраняют ориентации. Обозначение связано с обозначением {\displaystyle \mathrm {O} ^{+}(1,3)} для ортохронной группы Лоренца, где + указывает на сохранение ориентации на первой размерности (соответствующей времени).
Группа {\displaystyle \mathrm {O} (p,q)} также не компактна, но содержит компактные подгруппы {\displaystyle \mathrm {O} (p)} и {\displaystyle \mathrm {O} (q)}, действующие на подпространствах, на которых форма определена. Фактически, {\displaystyle \mathrm {O} (p)\times \mathrm {O} (q)} является максимальной компактной подгруппой группы {\displaystyle \mathrm {O} (p,q)}, в то время как {\displaystyle \mathrm {S} (\mathrm {O} (p)\times \mathrm {O} (q))} является максимальной компактной подгруппой группы {\displaystyle \mathrm {SO} (p,q)}.
Аналогично, {\displaystyle \mathrm {SO} (p)\times \mathrm {SO} (q)} является максимальной компактной подгруппой группы {\displaystyle \mathrm {SO} ^{+}(p,q)}. Тогда с точностью до гомотопии пространства эти подгруппы являются произведением (специальных) ортогональных групп, из которых можно вычислить алгебраическо-топологические инварианты.
В частности, фундаментальная группа группы {\displaystyle \mathrm {SO} ^{+}(p,q)} является произведением фундаментальных групп компонент {\displaystyle \pi _{1}(\mathrm {SO} ^{+}(p,q))=\pi _{1}(\mathrm {SO} (p))\times \pi _{1}(\mathrm {SO} (q))} и задается как:
| {\displaystyle \pi _{1}(\mathrm {SO} ^{+}(p,q))} | p = 1                            | p = 2                                               | {\displaystyle p\geqslant 3}                            |
| ------------------------------------------------ | -------------------------------- | --------------------------------------------------- | ------------------------------------------------------- |
| q = 1                                            | {\displaystyle \mathrm {C} _{1}} | {\displaystyle \mathrm {Z} }                        | {\displaystyle \mathrm {C} _{2}}                        |
| q = 2                                            | {\displaystyle \mathrm {Z} }     | {\displaystyle \mathrm {Z} \times \mathrm {Z} }     | {\displaystyle \mathrm {Z} \times \mathrm {C} _{2}}     |
| q ≥ 3                                            | {\displaystyle \mathrm {C} _{2}} | {\displaystyle \mathrm {C} _{2}\times \mathrm {Z} } | {\displaystyle \mathrm {C} _{2}\times \mathrm {C} _{2}} |

## Расщепимые ортогональные группы
В пространствах чётной размерности средние группы {\displaystyle \mathrm {O} (n,n)} известны как расщепимые ортогональные группы, которые представляют особый интерес. Это расщепимая группа Ли, соответствующая комплексной алгебре Ли so2n (группа Ли расщепимой вещественной формы алгебры Ли). Точнее, единичная компонента является расщеплением группы Ли, так как неединичные компоненты не могут быть восстановлены из алгебры Ли. В этом смысле это противоположно определению ортогональной группы {\displaystyle \mathrm {O} (n):=\mathrm {O} (n,0)=\mathrm {O} (0,n)}, которая является компактной вещественной формой комплексной алгебры Ли.
Случай (1, 1) соответствует мультипликативной группе расщепляемых комплексных чисел.
В терминах группы лиева типа, то есть построения алгебраической группы из алгебры Ли, расщепимые ортогональные группы — это группы Шевалле, в то время как нерасщепимые ортогональные группы являются слегка более сложными конструкциями и являются группами Штейнберга.
Расщепимые ортогональные группы используются для построения обобщённого многообразия флагов над неалгебраически замкнутыми полями.